# Nomádhangyaformák

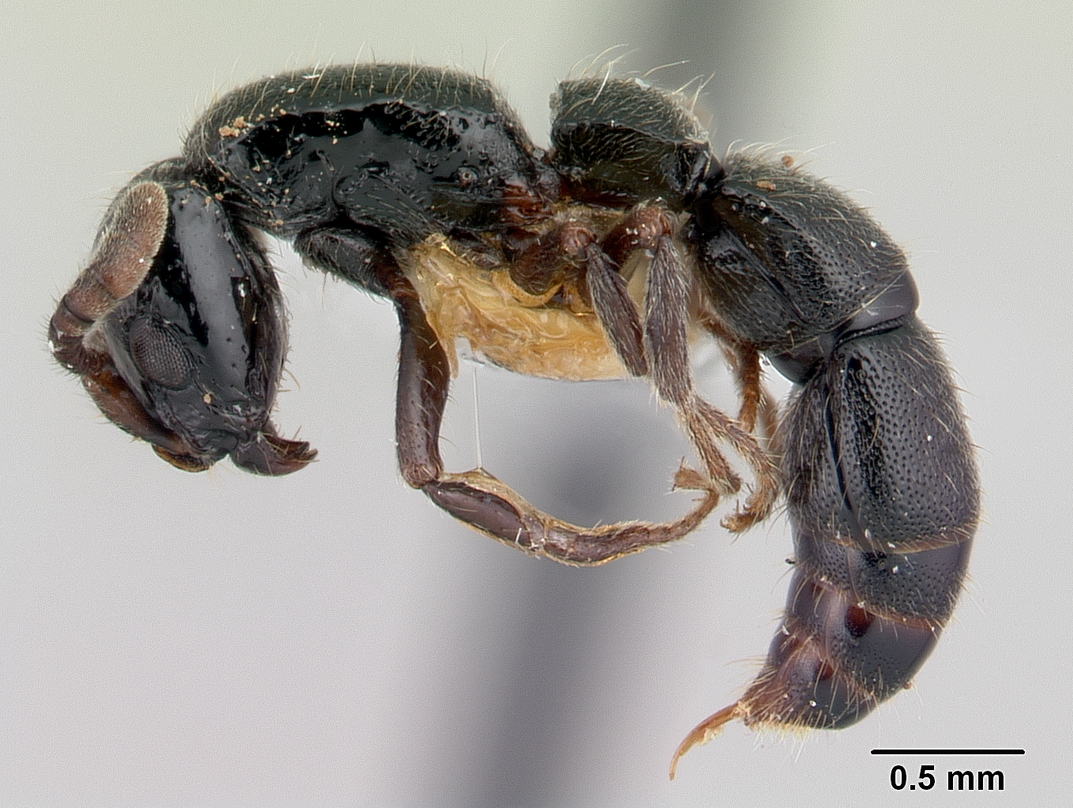
Párduchangya (Cerapachys nkomoensis)

A nomádhangyaformák (Dorylinae) a hártyásszárnyúak (Hymenoptera) fullánkosdarázs-alkatúak (Apocrita) alrendjébe sorolt hangyák (Formicidae) családjának egyik alcsaládja közel negyedszáz nemmel. Egyes rendszerezők közéjük sorolják a vándorhangyaformák fajait is; jelen összeállításunkban ezeket önálló alcsaládként (Ecitoninae) szerepeltetjük.

## Származásuk, elterjedésük
A legtöbb fajuk Afrika, illetve India trópusi tájain él (Brehm).

## Megjelenésük, felépítésük
A legtöbb faj dolgozói vakok, a szemük  egészen elcsenevészedett. Potrohnyelük egy- vagy kétízű, homloklécük közelálló, csápnyelük tövét nem fedi be. Nőstényeik szárnyatlanok. A nőstények és a szárnyas hímek is sokkal nagyobbak a dolgozóknál; testhosszuk nem egyszer megközelíti a 6 cm-t (Brehm).

## Életmódjuk, élőhelyük
Életmódjuknak megfelelően a kolóniában nem csak ivaros hímek és nőstények, valamint ivartalan dolgozók élnek, de a dolgozókhoz hasonlóan elkorcsosult nőivarú katonák is. Ezek rágói (mandibulái) a dolgozók rágóiénál nagyobbak.
Ragadozók. Amint ezt magyar nevük is jelzi, nem építenek állandó bolyt, hanem a kolóniát rendszeresen (Brehm szerint nagyjából havonta) új helyre költöztetik, út közben felfalva minden ehetőt. Vonulásukat egy szemtanú beszámolója alapján eképpen ismerteti Brehm:
„Hirtelen, mintha a földből pattannának elő, megjelennek a harcrakész seregek, és elárasztják, mint egy partnélküli folyam, a talajt és az alacsonyabb növényzetet, mindent elborítva sűrű tömegükkel. És most egyszerre minden megelevenedik. Azok a felfegyverzett és fegyvertelen állatok, amelyek eddig a földben, a kő alatt, vagy a korhadó fában azt hitték, hogy jó helyen születtek, úgy érzik magukat a sziafu-hangyák kirajzása pillanatában, mintha a harci trombita riadója szólalt volna meg, tücskök, pókok, csótányok, szkolopendrák, hernyók, lárvák, egyszóval kicsinyek és nagyok – kiki a maga módján – fejvesztve menekülnek a kérlelhetetlen ellenség elől. Véres és hangtalan dráma játszódik le, amelynek megragadó élénksége semmi máshoz nem hasonlítható. Egy óriási hernyó, amely már elvesztette azt a hitét, hogy hosszú mérgező szőrei megvédhetik, meggörbült háttal rohan végig az út szélén, nyomában a hangyák, mint egy vérszomjas vadkutyacsapat. Az üldözött vad sarkában a vadászokkal egyszerre egy meredek falra kerül. A hernyó legurul, a hangyák egy pillanatra elvesztik a nyomát. De alig hogy feltápászkodik a vad, már is 10–20 és még több sziafu szőrébe fogódzva csüng rajta, egy perc alatt százak rohanják meg, lepik el és ízekre tépik, amit azután a fáradhatatlan vadászok egy része, nem törődve a terep nehézségeivel, a fészekbe hurcol. Egy tücsök ugrólábainak inait teljes erejével megfeszíti, hogy a hirtelen felismert veszedelemből kikerüljön. Hiába minden! Körülveszik, lefogják a lábait, csápjait és mindkét szárnyát, s nagyszámú éles állkapocs azonnal szétmarcangolja, a hulla egyes részei azután követik a hernyóét. A hangyák kisebb alakjainak a csípése elviselhetetlenül fájdalmas, jóllehet ezt kifecskendezett hangyasavval nem fokozzák, s így utólagos hatása nincs is mint más hangyák csípésének. A sziafu csípésétől meghalni, a legszörnyűbb halálnemek egyike. Gyakran a telepesek háziállatait is megtámadják, különösen a szárnyasokat. A sziafu támadásakor a lovak, szamarak, öszvérek megvadulnak és ilyenkor szabadon kell ereszteni őket. A tyúktenyésztő gyakran reggelre nem talál egyebet tyúkjai és csibéi helyén, mint szétfosztott tollat és meztelen csontokat. Néhány éve Tangában állítólag felnőtt leopárdot koncoltak fel egy éjjel és ki is kezdték. Az embernek is menekülnie kell a lakásából, ha a kóborhangyák hadserege felvonul. Egy pár órára szívesen átengedik nekik a lakást, mert a gyilkoskedvű lények a lakásban található minden férget, még a legelrejtettebb búvóhelyeken is meg tudják találni és azokat a legutolsóig elpusztítják.”

## Gazdasági jelentőségük
„Valóságos áldást jelent az éhes csapatok megjelenése az ültetvényeknek. Vosseler becslése szerint, egy sziafucsalád 10 nap alatt mintegy 1 600 000 rovart hurcolt el az egyik ültetvényről és azt ily módon mindenféle féregtől úgy megtisztították, hogy azt más úton semmiképpen se lehetett volna megcsinálni” (Brehm). 

## Rendszertani felosztásuk
A 2020-as évek elejéig leírt nemek:
- párduchangya (Cerapachys)
- földihangya (Ooceraea)
- nyurgahangya (Aenictogiton)
- nomádhangya (Dorylus)
- vadászhangya Neivamyrmex)
- kalózhangya (Nomamyrmex)
- Acanthostichus
- Aenictus
- Amyrmex
- Asphinctanilloides
- Cheliomyrmex
- Cylindromyrmex
- Eburopone
- Labidus
- Leptanilloides
- Neivamyrmex
- Procerapachys
- Simopone
- Sphinctomyrmex
- Tanipone
- Vicinopone
- Zasphinctus